# BAP Carrasco (BOP-171)
El BAP Carrasco (BOP-171), es un buque oceanográfico polar de la Marina de Guerra del Perú construido en los astilleros Freire Shipyard de España en 2016. Con una capacidad para 110 personas entre tripulantes y personal científico, tiene por finalidad realizar cruceros de investigación oceanográfica en el dominio marítimo peruano y en la Antártida, donde el Perú cuenta con la Base Machu Picchu. El buque se encuentra adscrito a la Dirección de Hidrografía y Navegación de la Marina de Guerra del Perú.

## Historia
La construcción del BAP Carrasco obedeció a la necesidad del gobierno peruano de contar con una nave que le permitiera mejorar sus operaciones de investigación científica oceanográfica en su dominio marítimo y en particular en la Antártida (donde el Perú cuenta con una base científica), actividades que hasta la fecha había venido desarrollando el BIC Humboldt construido en 1978.
El año 2014 la Dirección de Contrataciones de Material (DIRCOMAT) de la Marina de Guerra del Perú llevó a cabo un proceso de selección internacional para la construcción de un buque oceanográfico con capacidad de exploración polar, habida cuenta de que el astillero peruano SIMA se encontraba saturado con diversas órdenes pendientes de entrega. Así, el 23 de octubre de 2014 el proyecto fue adjudicado a la empresa española Freire Shipyard, suscribiéndose el 12 de diciembre de 2014 el contrato correspondiente e iniciándose los trabajos de construcción.
El 28 de enero de 2016, mediante Resolución Ministerial n.º 085-2016-DE/MGP, el gobierno peruano asignó a la nave el nombre, letras de clase y número visible de casco, denominándolo BAP Carrasco (BOP-171). Su nombre fue otorgado en honor de Eduardo Carrasco Toro, Cosmógrafo Mayor del Virreinato del Perú que colaboró luego bajo las órdenes del Libertador José de San Martín en la guerra de independencia del Perú, asumiendo posteriormente el cargo de Director de la Escuela Central de Marina del Perú.
El 7 de mayo de 2016 se llevó a cabo en Vigo (España) la ceremonia de botadura del BAP Carrasco en presencia del Presidente de la República Ollanta Humala, el ministro de Defensa Jakke Valakivi y otras autoridades peruanas. El buque fue amadrinado por Magaly Rodríguez de Valakivi, esposa del ministro de defensa peruano.
Mediante Resolución Suprema n.º 395-2016-DE/MGP de fecha 21 de octubre de 2016, el gobierno peruano conformó una comisión de la Marina de Guerra del Perú para que se encargue de coordinar la recepción del BAP Carrasco en la ciudad de Vigo, España. En esa medida, y con la finalidad de evaluar la funcionalidad de los principales sistemas del navío, durante el mes de enero de 2017 el BAP Carrasco fue sometido a las pruebas de mar frente a las costas de Vigo, donde se ubican las instalaciones del constructor Freire Shipyard.
El 22 de marzo de 2017 el astillero Freire hizo entrega formal del BAP Carrasco a la Marina de Guerra del Perú en el muelle comercial de Vigo (España). Para el efecto, se llevó a cabo la respectiva ceremonia de izamiento de la bandera peruana en el navío, contándose con la presencia del vicealmirante James Thornberry Schiantarelli, director general de Material de la Marina de Guerra del Perú, entre otras autoridades.
El 3 de mayo de 2017 el Carrasco arribó a su base en el Puerto del Callao y fue formalmente incorporado a la Dirección de Hidrografía y Navegación de la Marina de Guerra del Perú, en una ceremonia que contó con la presencia del presidente Pedro Pablo Kuczynski.
El 14 de diciembre de 2017 la nave zarpó hacia su primera misión a la Antártida, en el marco de la expedición ANTAR XXV, la cual se desarrolló por un periodo de noventa días calendario, considerando trabajos científicos, pruebas polares, mantenimiento de la estación antártica peruana Machu Picchu, visitas protocolares e intercambio cultural con las bases antárticas extranjeras, retornando al Callao el 14 de marzo de 2018.

## Características

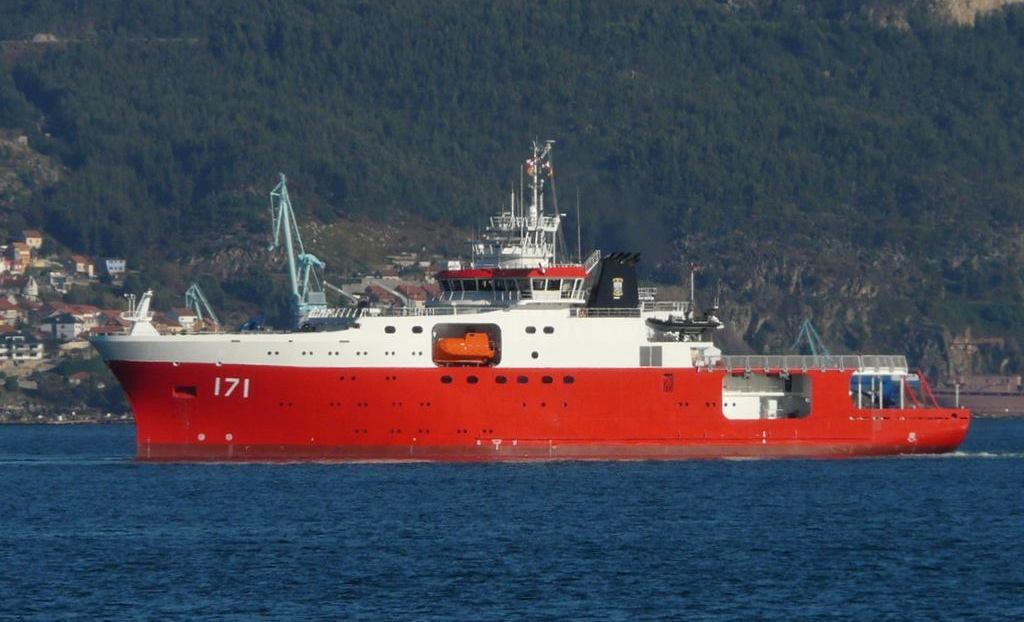
BAP Carrasco navegando en la Ría de Vigo (España).

La embarcación tiene una eslora de 95,3 metros, puntal de 9,20 metros, calado máximo de 5,95 metros, una autonomía de 51 días, una velocidad máxima de 16,50 nudos y una velocidad crucero de 12 nudos.

### Equipamiento
Está equipado con sistemas de muestreo de agua y lecho marino, un vehículo no tripulado con capacidad para sumergirse hasta mil metros de profundidad, dos vehículos sumergibles con autonomía de 24 horas, sensores de temperatura, conductividad y corrientes marinas, batimetría multihaz, hangar y cubierta porta-helicóptero, dos lanchas RHIB, capacidad para transportar dos contenedores de 20 pies y dos grúas telescópicas de una tonelada de capacidad. Para el estudio del área de biología marina, cuenta con una ecosonda científica de pesca EK80 de cinco transductores de 18, 38, 70, 120 y 200 kHz. El Carrasco dispone además de bodegas de almacenamiento, enfermería con equipos para intervenciones quirúrgicas básicas y odontología, laboratorio de levantamiento hidrográfico, laboratorio de geología marina, laboratorio de oceanografía, laboratorio químico para estudio de muestras, laboratorio húmedo y seco, laboratorio de oceanografía y geología marina.

### Capacidad polar
Su capacidad de navegación en aguas polares, le permite romper hielos de hasta 1 metro de espesor conforme a su notación de Clase Polar PC7, le permite extender su permanencia en la Antártida por periodos mayores, facilitando de esta manera la ejecución de proyectos de investigación de largo aliento y mayor envergadura en el continente blanco, así como brindar  una cobertura logística más amplia a la Base Científica Machu Picchu.

## Imágenes

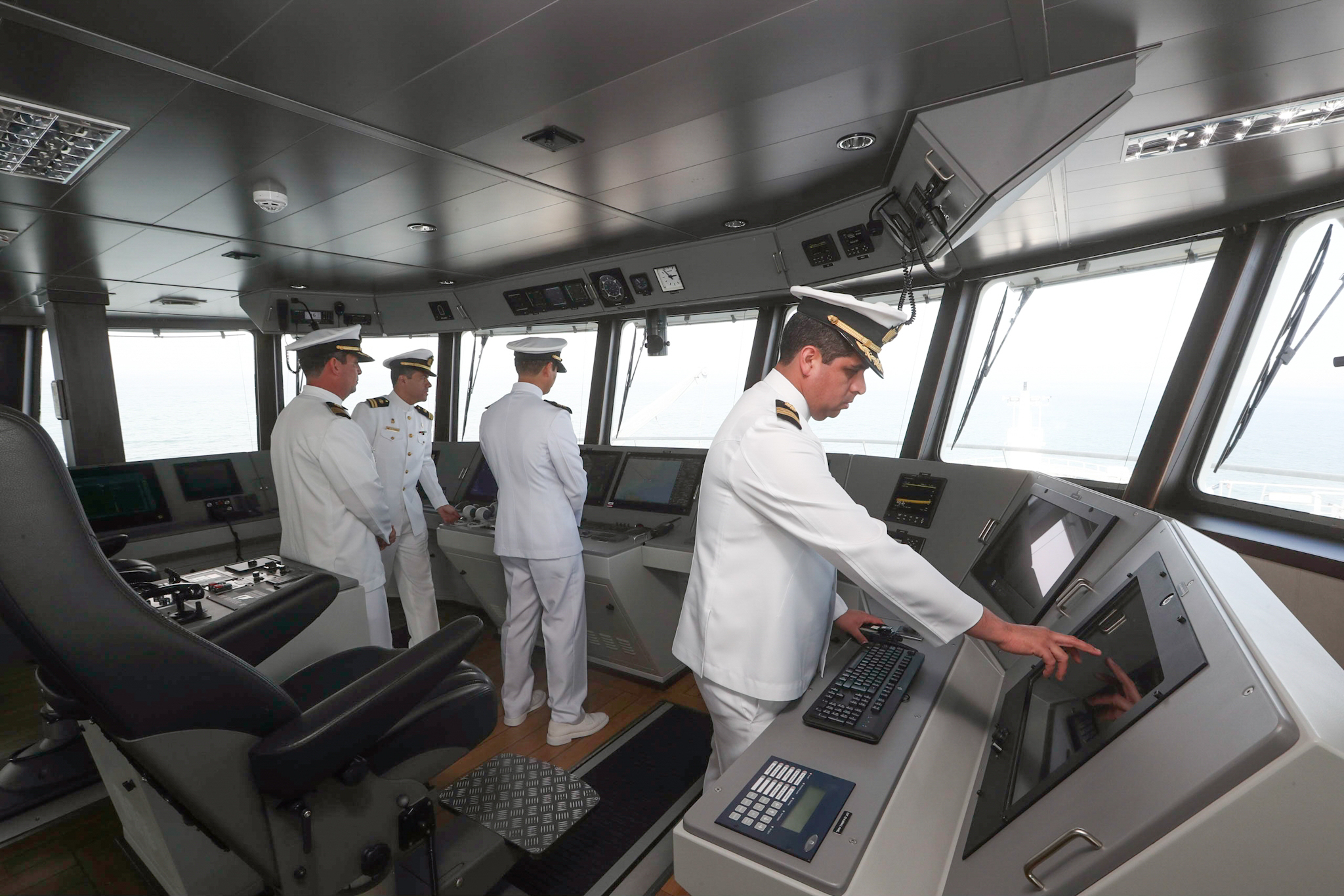
Puente de mando del Carrasco.
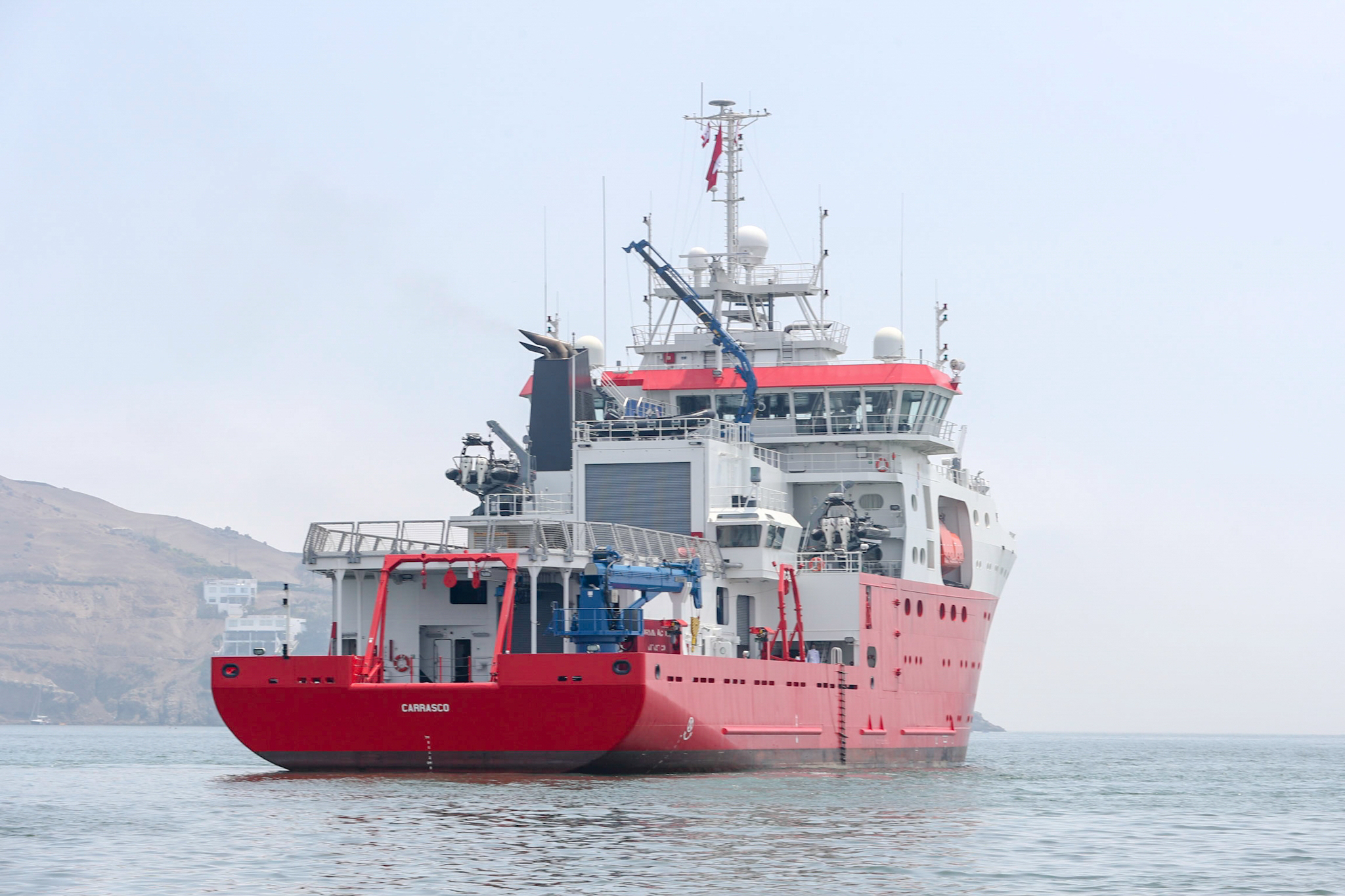
Retornando al Callao de expedición ANTAR XXV.
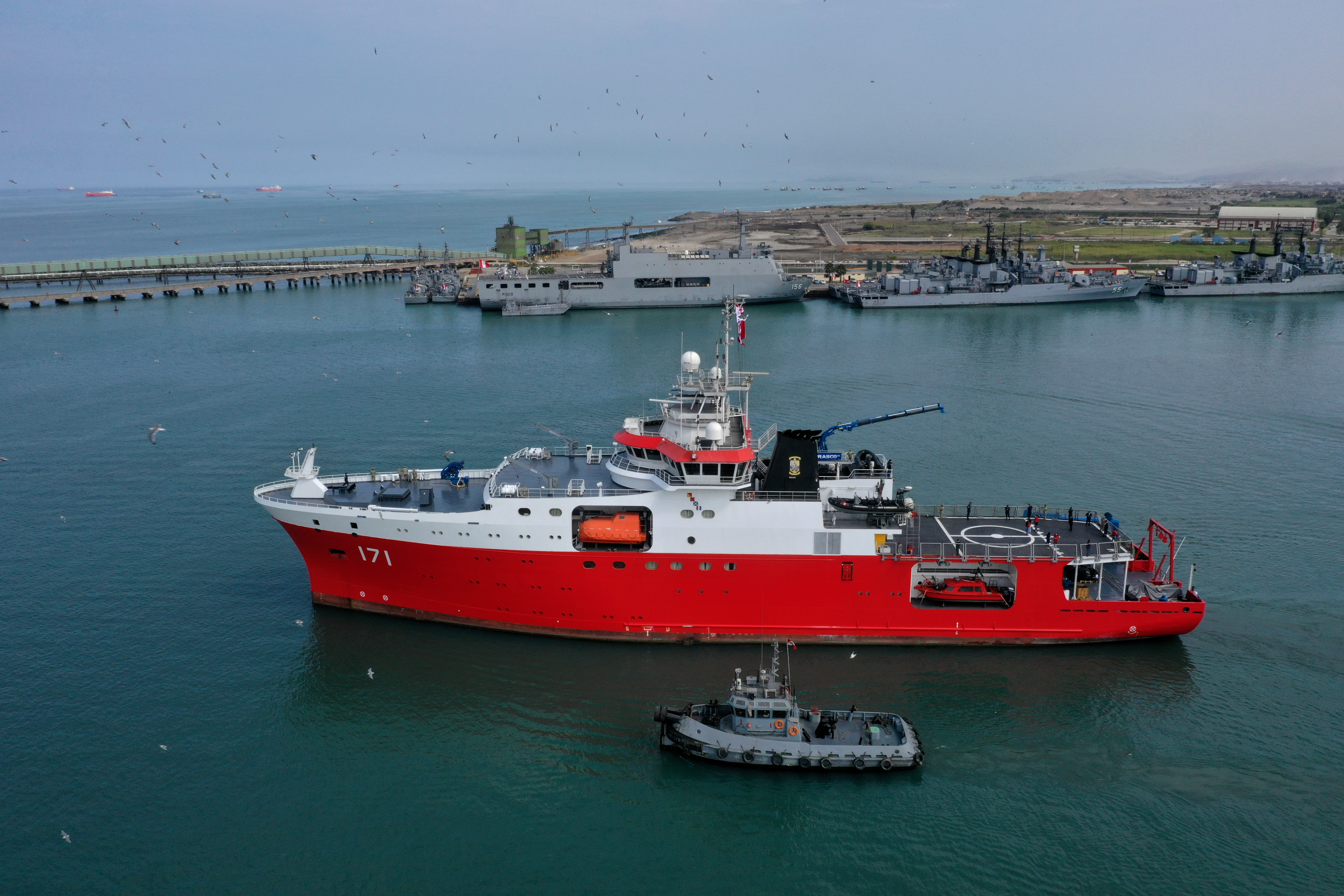
Imagen de babor.
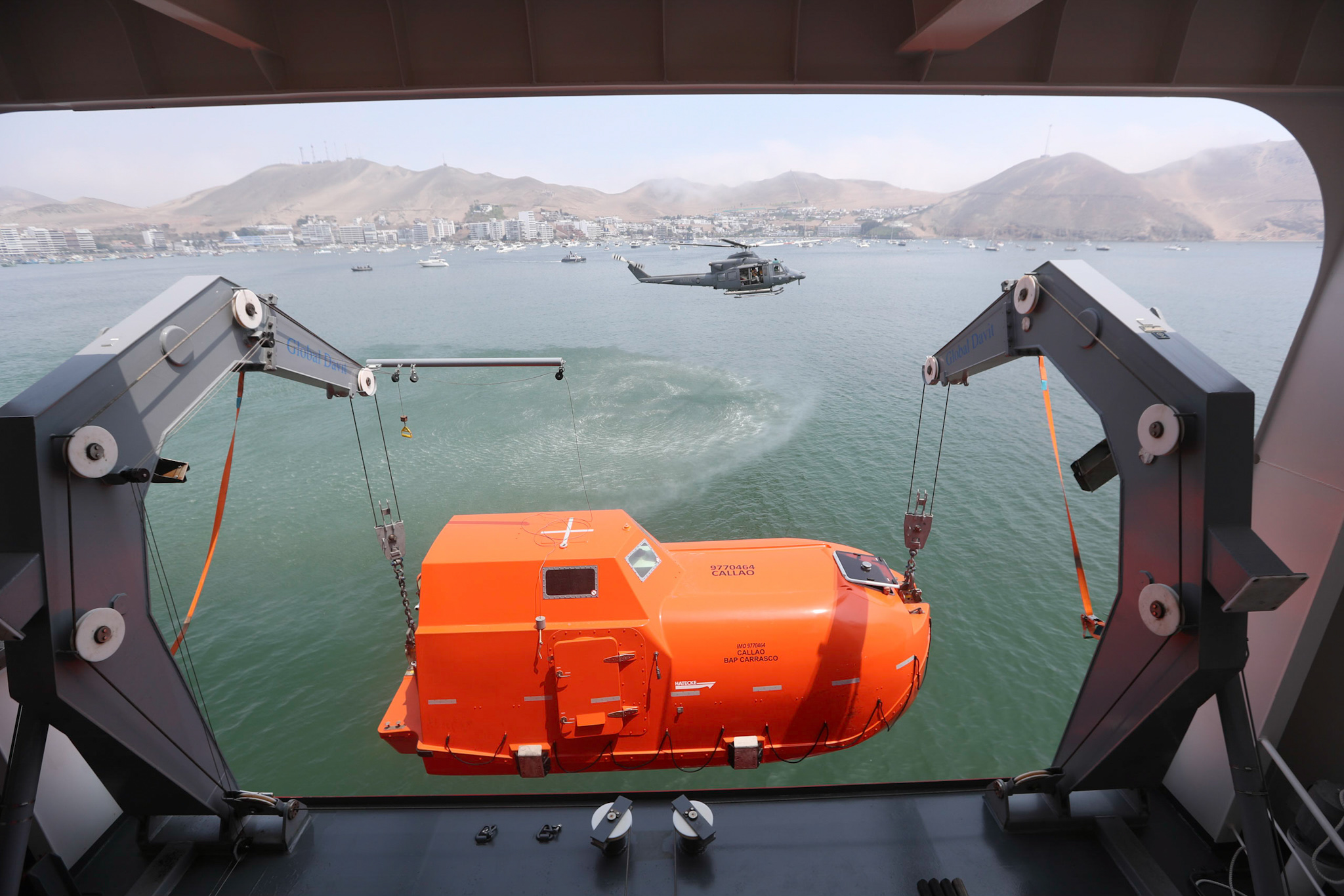
Bote de emergencia del Carrasco.
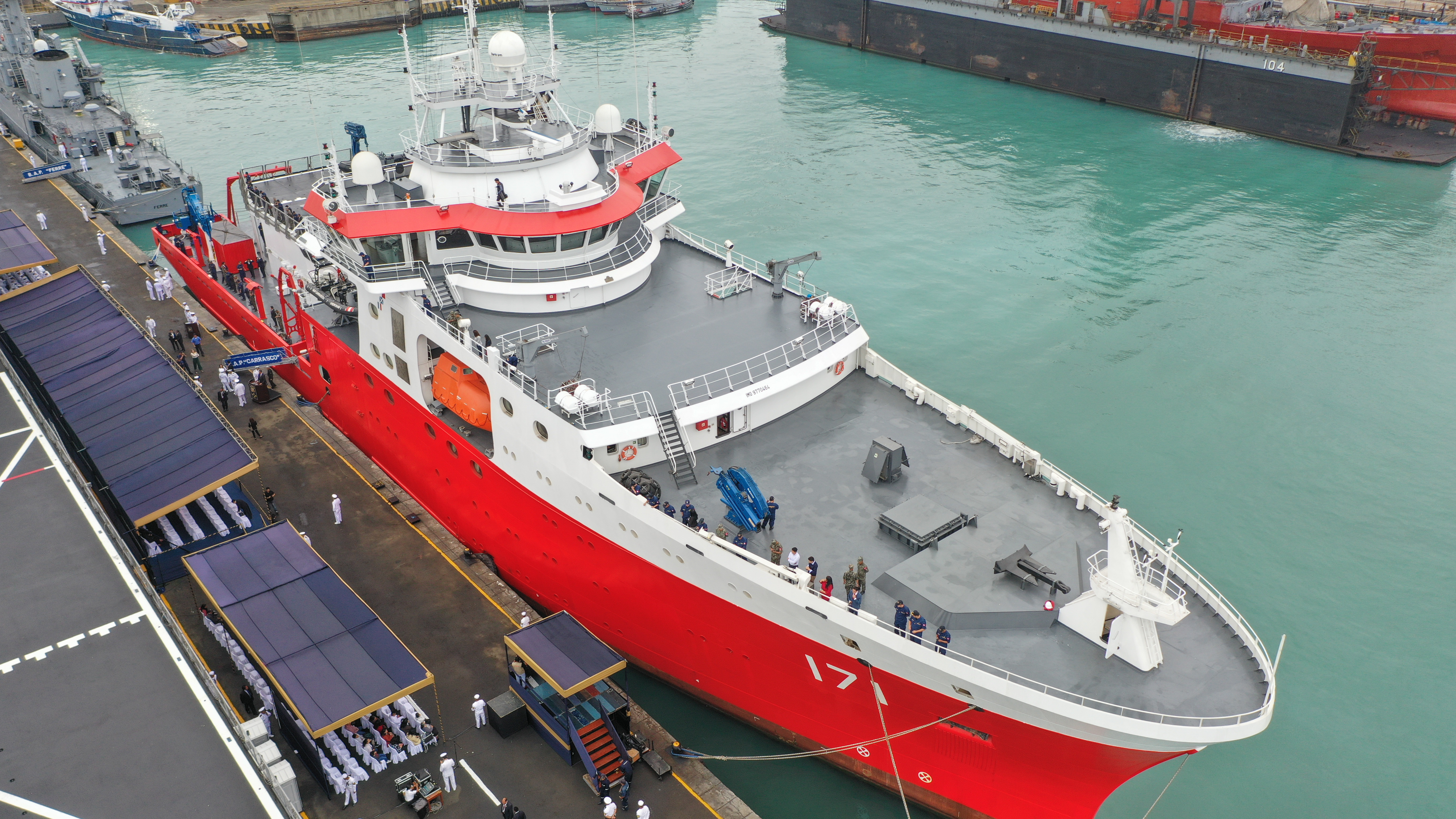
Zarpando a la Antártida 2019.